# Sextus Appuleius (Konsul 14)
Sextus Appuleius war ein römischer Politiker und Senator im frühen 1. Jahrhundert n. Chr.
Appuleius war ein Sohn des Sextus Appuleius, Konsul im Jahr 29 v. Chr. Er war durch seine Großmutter Octavia Maior, die eine Halbschwester des Augustus war, mit dem Kaiserhaus verwandt. Vermutlich war er ein Neffe des Publius Quinctilius Varus, da dessen Schwester als Frau des älteren Sextus Appuleius bezeugt ist.
Im Jahr 14 wurde Appuleius ordentlicher Konsul. Mit seinem Amtskollegen Sextus Pompeius legte Appuleius als erster den Eid auf den neuen Kaiser ab und bereitete somit den Übergang der Macht auf Tiberius vor.